# بخش هیرام (شهرستان پورتاژ، اوهایو)
بخش هیرام (به انگلیسی: Hiram Township) یک منطقهٔ مسکونی در ایالات متحده آمریکا است که در شهرستان پورتیج، اوهایو واقع شده‌است.
 بخش هیرام ۶۰٫۱ کیلومتر مربع مساحت و ۲٬۲۹۶ نفر جمعیت دارد و ۳۷۷ متر بالاتر از سطح دریا واقع شده‌است.